# Liste des clochers-murs de la Charente
Cet article recense les édifices religieux de la Charente, en France, munis d'un clocher-mur.

## Liste
| Édifice                                | Commune                  | Notes                                                                             | Coordonnées                        | Photo |
| -------------------------------------- | ------------------------ | --------------------------------------------------------------------------------- | ---------------------------------- | ----- |
| Église Saint-Maclou                    | Ars                      | Classé MH (1981)                                                                  | 45° 38′ 34″ nord, 0° 22′ 54″ ouest |       |
| Église Saint-Pierre                    | Aussac-Vadalle           |                                                                                   | 45° 49′ 05″ nord, 0° 12′ 00″ est   |       |
| Église Saint-Léger                     | Coteaux-du-Blanzacais    |                                                                                   | 0° nord, 0° est                    |       |
| Chapelle Saint-Marmet                  | Boutiers-Saint-Trojan    | Ruines ; Inscrit MH (1986)                                                        | 45° 42′ 40″ nord, 0° 18′ 39″ ouest |       |
| Église Saint-Jean                      | Châteaubernard           | Ancienne chapelle de la commanderie de Châteaubernard, devenue église paroissiale | 45° 40′ 21″ nord, 0° 18′ 44″ ouest |       |
| Église Saint-Surin                     | Châteauneuf-sur-Charente | Inscrit MH (1925)                                                                 | 45° 36′ 13″ nord, 0° 02′ 26″ ouest |       |
| Église Saint-Sulpice                   | Chillac                  | Inscrit MH (1961)                                                                 | 45° 21′ 53″ nord, 0° 04′ 53″ ouest |       |
| Église Saint-Martin                    | Cognac                   |                                                                                   | 45° 41′ 13″ nord, 0° 20′ 15″ ouest |       |
| Église Saint-Marien                    | Condéon                  | Classé MH (1913)                                                                  | 45° 24′ 28″ nord, 0° 08′ 16″ ouest |       |
| Église Saint-Sulpice                   | Dignac                   |                                                                                   | 45° 33′ 03″ nord, 0° 18′ 39″ est   |       |
| Église Saint-Pierre                    | Éraville                 | Inscrit MH (1965)                                                                 | 45° 34′ 28″ nord, 0° 05′ 06″ ouest |       |
| Église Saint-Pierre                    | Feuillade                | Classé MH (1907)                                                                  | 45° 36′ 26″ nord, 0° 28′ 18″ est   |       |
| Église Saint-Pierre-ès-Liens           | Fontclaireau             |                                                                                   | 45° 53′ 41″ nord, 0° 12′ 06″ est   |       |
| Église Saint-Médard                    | Genté                    | Inscrit MH (1984)                                                                 | 45° 37′ 39″ nord, 0° 18′ 49″ ouest |       |
| Église Saint-Pierre                    | Lignières-Sonneville     | Inscrit MH (1973)                                                                 | 45° 34′ 33″ nord, 0° 11′ 08″ ouest |       |
| Église Saint-Hilaire                   | Londigny                 |                                                                                   | 46° 05′ 02″ nord, 0° 08′ 06″ est   |       |
| Église Sainte-Madeleine                | La Magdeleine            |                                                                                   | 45° 31′ 25″ nord, 0° 11′ 14″ ouest |       |
| Église Saint-Pierre                    | Mesnac                   |                                                                                   | 45° 46′ 37″ nord, 0° 21′ 31″ ouest |       |
| Église Saint-Pierre                    | Montigné                 |                                                                                   | 45° 49′ 21″ nord, 0° 04′ 38″ ouest |       |
| Église Saint-Jean-Baptiste de Ronsenac | Ronsenac                 |                                                                                   |                                    |       |
| Église Sainte-Colombe                  | Sainte-Colombe           | Classé MH (1973)                                                                  | 45° 50′ 00″ nord, 0° 19′ 08″ est   |       |
| Église Sainte-Sigismond                | Saint-Simon              | Classé MH (1974)                                                                  | 45° 38′ 58″ nord, 0° 04′ 35″ ouest |       |
| Église Notre-Dame                      | Val-d'Auge               |                                                                                   | 45° 51′ 03″ nord, 0° 05′ 46″ ouest |       |
| Église Saint-Médard                    | Val-d'Auge               |                                                                                   | 45° 50′ 51″ nord, 0° 05′ 12″ ouest |       |
| Chapelle Saint-Jean-Baptiste           | Yvrac-et-Malleyrand      | Chapelle de la commanderie de Malleyrand ; Classé MH (1994)                       | 45° 43′ 50″ nord, 0° 27′ 52″ est   |       |